# Valle del Guamuez (kommun)
Valle del Guamuez är en kommun i Colombia.   Den ligger i departementet Putumayo, i den sydvästra delen av landet, 600 km sydväst om huvudstaden Bogotá. Antalet invånare är 44 959.